# Anthony Cirelli
Anthony Cirelli (né le 15 juillet 1997 à Etobicoke dans la province d'Ontario au Canada) est un joueur professionnel canadien de hockey sur glace. Il évolue au poste de centre.

## Biographie
À sa première saison dans la LHO avec les Generals d'Oshawa, il remporte avec les Generals la Coupe J.-Ross-Robertson en tant que champions de la LHO ainsi que la Coupe Memorial. Après cette saison, il est choisi par le Lightning de Tampa Bay au troisième tour, 72e rang au total, lors du repêchage d'entrée dans la LNH 2015. Durant la saison 2016-2017, les Generals l'échange aux Otters d'Érié. Il aide les Otters à remporter la Coupe Robertson en marquant 15 buts lors des séries éliminatoires.
Il joue sa première saison professionnelle en 2017-2018 et commence la saison dans la LAH avec le Crunch de Syracuse, équipe affiliée au Lightning. Il est rappelé par le Lightning durant la saison et joue son premier match le 1er mars 2018 contre les Stars de Dallas, où il marque un but et une assistance.
Il remporte la Coupe Stanley en 2020 et en 2021 avec Tampa Bay.

## Statistiques

### En club
| Saison     | Équipe                  | Ligue      |     | Saison régulière | Saison régulière | Saison régulière | Saison régulière | Saison régulière |    | Séries éliminatoires | Séries éliminatoires | Séries éliminatoires | Séries éliminatoires | Séries éliminatoires |
| Saison     | Équipe                  | Ligue      | PJ  | B                | A                | Pts              | Pun              | PJ               | B  | A                    | Pts                  | Pun                  |                      |                      |
| 2013-2014  | Chargers de Mississauga | OJHL       | 1   | 0                | 0                | 0                | 0                | 1                | 0  | 0                    | 0                    | 0                    |                      |                      |
| 2014-2015  | Generals d'Oshawa       | LHO        | 68  | 13               | 23               | 36               | 22               | 21               | 2  | 8                    | 10                   | 4                    |                      |                      |
| 2015-2016  | Generals d'Oshawa       | LHO        | 62  | 21               | 38               | 59               | 27               | 5                | 2  | 3                    | 5                    | 0                    |                      |                      |
| 2015-2016  | Crunch de Syracuse      | LAH        | 3   | 0                | 0                | 0                | 0                | -                | -  | -                    | -                    | -                    |                      |                      |
| 2016-2017  | Generals d'Oshawa       | LHO        | 26  | 13               | 21               | 34               | 8                | -                | -  | -                    | -                    | -                    |                      |                      |
| 2016-2017  | Otters d'Érié           | LHO        | 25  | 12               | 18               | 30               | 4                | 22               | 15 | 16                   | 31                   | 4                    |                      |                      |
| 2016-2017  | Crunch de Syracuse      | LAH        | -   | -                | -                | -                | -                | 6                | 0  | 0                    | 0                    | 6                    |                      |                      |
| 2017-2018  | Crunch de Syracuse      | LAH        | 51  | 14               | 23               | 37               | 14               | -                | -  | -                    | -                    | -                    |                      |                      |
| 2017-2018  | Lightning de Tampa Bay  | LNH        | 18  | 5                | 6                | 11               | 6                | 17               | 2  | 1                    | 3                    | 4                    |                      |                      |
| 2018-2019  | Lightning de Tampa Bay  | LNH        | 82  | 19               | 20               | 39               | 34               | 4                | 1  | 1                    | 2                    | 0                    |                      |                      |
| 2019-2020  | Lightning de Tampa Bay  | LNH        | 68  | 18               | 28               | 44               | 30               | 25               | 3  | 6                    | 9                    | 2                    |                      |                      |
| 2020-2021  | Lightning de Tampa Bay  | LNH        | 50  | 9                | 13               | 22               | 10               | 23               | 5  | 7                    | 12                   | 20                   |                      |                      |
| 2021-2022  | Lightning de Tampa Bay  | LNH        | 76  | 17               | 26               | 43               | 70               | 23               | 3  | 5                    | 8                    | 8                    |                      |                      |
| 2022-2023  | Lightning de Tampa Bay  | LNH        | 58  | 11               | 18               | 29               | 33               | 6                | 3  | 3                    | 6                    | 4                    |                      |                      |
| 2023-2024  | Lightning de Tampa Bay  | LNH        | 79  | 20               | 25               | 45               | 38               | 5                | 0  | 2                    | 2                    | 0                    |                      |                      |
| 2024-2025  | Lightning de Tampa Bay  | LNH        | 80  | 27               | 32               | 59               | 28               | 5                | 1  | 0                    | 1                    | 18                   |                      |                      |
| Totaux LNH | Totaux LNH              | Totaux LNH | 511 | 124              | 168              | 292              | 249              | 108              | 18 | 25                   | 43                   | 56                   |                      |                      |

### En équipe nationale
| Année | Équipe     | Compétition                 |    | PJ | B | A | Pts | Pun               |  | Résultat |
| 2017  | Canada U20 | Championnat du monde junior | 7  | 3  | 4 | 7 | 2   | Médaille d'argent |  |          |
| 2019  | Canada     | Championnat du monde        | 10 | 3  | 1 | 4 | 6   | Médaille d'argent |  |          |
| 2025  | Canada     | Confrontation des 4 nations | 4  | 0  | 0 | 0 | 0   | 1re place         |  |          |

## Trophées et honneurs personnels

### Ligue de hockey de l'Ontario
- 2014-2015 :
  - champion de la coupe J.-Ross-Robertson avec les Generals d'Oshawa (1)
  - champion de la Coupe Memorial avec les Generals d'Oshawa
- 2016-2017 :
  - champion de la coupe J.-Ross-Robertson avec les Otters d'Érié (2)
  - remporte le trophée George-Parsons du joueur de la Coupe Memorial au meilleur état d'esprit

### Ligue nationale de hockey
- 2018-2019 : sélectionné dans l'équipe d’étoiles des recrues
- 2019-2020 : vainqueur de la coupe Stanley avec le Lightning de Tampa Bay (1)
- 2020-2021 : vainqueur de la coupe Stanley avec le Lightning de Tampa Bay (2)